# Bonaire League
Die Bonaire League ist die höchste Spielklasse im Männerfußball der Federashon Futbòl Boneriano, dem nationalen Fußballverband von Bonaire.

## Geschichte
Die ersten bestätigten Fußballspiele auf Bonaire fanden im Mai 1923 statt, als der SV Hercules gegen zwei zu besuch gewesenen Teams aus Curaçao antrat. Am 20. Mai 1923 verlor Hercules gegen Sparta II mit 0:2, dasselbe Ergebnis folgte tags darauf gegen Jong Holland. Im Juni 1933 wurde der Bonairaansche Voetbal Bond gegründet, der bis Ende des Jahres neun Vereine als Mitglieder verzeichnen konnte. Der Verband bestand bis 1937. Im Sommer 1954 wurde unter dem Namen Bonairiaanse Voetbal Bond erneut ein kurzlebiger Verband gegründet. Der aktuelle Bonairiaanse Voetbal Bond (B.V.B.) wurde am 31. Mai 1960 von acht Vereinen gegründet. Er organisierte am Pfingstmontag, den 6. Juni 1960, erstmals ein K.-o.-Turnier. Die erste ausgetragene Ligameisterschaft wurde 1961 beendet. 1988 nannte sich der B.V.B. in Federashon Futbòl Boneriano um.
1963 trat der Verband dem Nederlands Antilliaanse Voetbal Unie, dem Fußballverband der Niederländische Antillen, zu denen Bonaire gehörte, bei. An der Kopa Antiano nahm der Meister aus Bonaire jedoch erst ab 1972 bis zur Auflösung der Niederländische Antillen 2010 teil.
Der Austragungsmodus der Bonaire League wechselte häufiger. Seit 2015/16 spielen die neun teilnehmenden Mannschaften zuerst im Rundenturnier mit Hin- und Rückspiel gegeneinander. Die sechs besten Team spielen daraufhin in einer Einfachrunde gegeneinander. Aus dieser qualifizieren sich die vier besten Mannschaften, die erneut in einer Einfachrunde aufeinander treffen. Die beiden aus dieser Runde besten zwei Mannschaften spielen dann in einem Finale die Fußballmeisterschaft Bonaires aus. Auch der Austragungszeitpunkt der Meisterschaft wechselte häufig zwischen kalenderweiser und jahresübergreifender Austragung. Aktuell beginnt die Spielzeit im Herbst, das Finale findet im Sommer des kommenden Jahres statt. Der Fußballmeister von Bonaire erhält einen Startplatz in der CFU Club Championship, dies wurde erstmals 2018 von Real Rincon in Anspruch genommen.

## Fußballmeister von Bonaire
- 1960/61: Deportivo
- 1961/62: SV Estrellas
- 1962/63: SV Estrellas
- 1963/64: SV Estrellas
- 1964/65: nicht ausgetragen
- 1965/66: SV Estrellas
- 1966/67: nicht ausgetragen
- 1967/68: SV Vitesse
- 1968/69: SV Vitesse
- 1969/70: SV Vitesse
- 1970/71: SV Vitesse
- 1971/72: Real Rincon
- 1973: Real Rincon
- 1973/74: nicht ausgetragen
- 1974/75: SV Estrellas
- 1976: SV Juventus
- 1977: SV Juventus
- 1978: SV Estrellas
- 1979: Real Rincon
- 1980/81: SV Vitesse
- 1982: nicht ausgetragen
- 1983: SV Uruguay
- 1984: SV Juventus
- 1984/85: SV Juventus
- 1986: Real Rincon
- 1987: SV Juventus
- 1988: SV Estrellas
- 1989: SV Juventus
- 1990/91: SV Vitesse
- 1992: SV Juventus
- 1993: SV Vitesse
- 1994: SV Juventus
- 1995: SV Vespo
- 1996: Real Rincon
- 1997: Real Rincon
- 1998/99: SV Estrellas
- 1999/00: SV Estrellas
- 2000/01: SV Estrellas (inoffiziell)
- 2001/02: SV Estrellas
- 2002/03: Real Rincon (inoffiziell)
- 2003/04: Real Rincon
- 2004/05: SV Juventus
- 2005/06: Real Rincon (inoffiziell)
- 2006/07: SV Vespo
- 2007/08: SV Juventus
- 2009: SV Juventus
- 2010: SV Juventus
- 2011: nicht ausgetragen
- 2012: SV Juventus
- 2013: SV Juventus
- 2014: Real Rincon
- 2015/16: Atlétiko Flamingo
- 2016/17: Real Rincon
- 2017/18: Real Rincon
- 2018/19: Real Rincon
- 2019/20: abgebrochen....
- 2021: Real Rincon
- 2022:

## Rekordmeister
Rekordmeister Bonaires ist der SV Juventus mit 14 gewonnenen Meistertiteln.
| Verein            | Titel | Jahr                                                                                        |
| ----------------- | ----- | ------------------------------------------------------------------------------------------- |
| SV Juventus       | 14    | 1976, 1977, 1984, 1984/85, 1987, 1989, 1992, 1994, 2004/05, 2007/08, 2009, 2010, 2012, 2013 |
| Real Rincon       | 12    | 1971/72, 1973, 1979, 1986, 1996, 1997, 2003/04, 2014, 2016/17, 2017/18, 2018/19, 2021       |
| SV Estrellas      | 10    | 1961/62, 1962/63, 1963/64, 1965/66, 1974/75, 1978, 1988, 1998/99, 1999/00, 2001/02          |
| SV Vitesse        | 7     | 1967/68, 1968/69, 1969/70, 1970/71, 1980/81, 1990/91, 1993                                  |
| SV Vespo          | 2     | 1995, 2006/07                                                                               |
| Deportivo         | 1     | 1960/61                                                                                     |
| SV Uruguay        | 1     | 1983                                                                                        |
| Atlétiko Flamingo | 1     | 2016/17                                                                                     |

## Aktuelle Saison
An der Saison 2022 nehmen die folgenden 10 Mannschaften teil. 
- Arriba Perú
- Atlétiko Flamingo
- Atlétiko Tera Corá
- Real Rincon
- SV Estrellas
- SV Juventus
- SV Uruguay
- SV Vespo
- SV Vitesse
- SV Young Boys